# Skala Z0
Skala Z0 eller spor Z0 (Zwischen-Null, mellem-nul) er modeltog i størrelsesforholdet 1:60 og sporvidden 24 mm. Størrelsen nød en vis popularitet i slutningen af 1940'erne og begyndelsen af 1950'erne.
De første modeltog til Z0 blev fremstillet i 1938 i det daværende Tjekkoslovakiet under navnet LASTRA (LAdislav STRAski). Z0 fik dog først for alvor betydning i 1949, da producenter som BECO (Brennecke & Co.), MALO (Bergmann & Co.) og Kirchner begyndte at udsende en række modeller af lokomotiver og vogne. Størrelsen blev især populær i Berlin og blev derfor også kendt som "Berliner Spur". I DDR blev den reguleret i normerne NORMAT (Normung und Material) fra 1951, og året efter udråbte det østtyske tidsskrift Die Modelleisenbahn den ligefrem som fremtidens skala, der skulle anvendes i klubber.
I Vesteuropa var man dog knap så begejstret. Tidligere havde skala 0 (1:45) været dominerende, men den da var for stor for mange privatpersoner, var der blevet udviklet en række mindre størrelse, heriblandt altså Z0. Resultatet blev imidlertid, at modelbanefolkene omkring 1950 efterhånden kunne vælge mellem 10-12 forskellige størrelser, hvilket var lidt for meget af det gode. For Z0 var der yderligere det problem, at den mindede meget om skala S (1:64). Begge fungerede som en mellemting mellem de på det tidspunkt mest populære størrelser, skala 0 og skala H0 (1:87). Køreegenskaberne var bedre end ved H0 som følge af den større vægt, men til gengæld var størrelserne for store til, at man kunne have en bane på et spisebord. I 1951 gik det vesttyske forbund Verein deutscher Modelleisenbahnclubs ligesom deres østtyske kollegaer imidlertid i gang med udsende normer for modeljernbaner for at få ryddet op i forvirringen. Her valgte man i modsætning til DDR at stryge Z0 og endda få fabrikanten MALO til at gå over til skala S i stedet.
Fra 1953 begyndte Z0 generelt at forsvinde fra markedet. Kun vesttyske SIKU begyndte fra 1954 at producere detaljerede modelbiler i plastik i 1:60. I de første år produceredes også tilbehør som træer, figurer og bygninger og fra 1955 til 1969 tillige modelsporvogne, der dog ikke var skalatro. I 1975 gik SIKU over til størrelsesforholdet 1:55.